# تيبيريو غوارينتي
تيبيريو غوارينتي (بالإيطالية: Tiberio Guarente)‏ (مواليد 1 نوفمبر 1985 في بيزا - إيطاليا) لاعب كرة قدم إيطالي يلعب حاليا لصالح نادي الدرجة الأولى أتالانتا الإيطالي منذ 2007 في مركز الوسط المحوري .

## روابط خارجية
- تيبيريو غوارينتي على موقع الاتحاد الدولي (مؤرشف)  (الإنجليزية)
- تيبيريو غوارينتي على موقع قاعدة بيانات كرة القدم.إي يو (الإنجليزية)
- تيبيريو غوارينتي على موقع Soccerway.com (الإنجليزية)
- تيبيريو غوارينتي على موقع عالم كرة القدم.نت (الإنجليزية)
- تيبيريو غوارينتي على موقع كووورة
- تيبيريو غوارينتي على موقع AS.com (الإسبانية)